# Treviso Academy SSD
Treviso Academy SSD is een Italiaanse voetbalclub uit Treviso. De club werd in 1909 opgericht.  
Treviso speelde lange tijd in de Serie C en Serie B. In 1991 degradeerde de club na zware financiële problemen zelfs uit de Serie C2, uit het profvoetbal. Er werd een nieuwe club opgericht Treviso FBC 1993. Na meer dan veertig jaar afwezigheid in de Serie B promoveerde de club weer in 1997. Na een degradatie in 2001 duurde het nu maar twee seizoenen om terug te keren. 
In 2005 werd de club vijfde in de Serie B. Doordat kampioen Genoa CFC door een omkoopschandaal en Torino FC wegens financiële problemen naar de Serie C verwezen werden mocht Treviso voor het eerst promoveren naar de Serie A. De elite was een maatje te groot voor de club die bijna het hele seizoen op de laatste plaats stond. Bijna werd de club alsnog gered door een omkoopschandaal, dat wel de kop van Juventus FC kosten maar uiteindelijk SS Lazio en AC Fiorentina spaarde. De club kreeg te kampen met financiële problemen en ging in 2009 failliet. 
In de zomer van 2009 werd ASD Treviso 2009 opgericht, dat in de zesde klasse van start ging. In 2010 werd de naam FC Treviso aangenomen. In 2013 werd de club opnieuw opgericht onder de naam ACD Treviso 2013. De volgende heroprichting vond plaats in 2019 onder de naam Treviso Academy SSD.  

## Eindklasseringen
| Seizoen | Competitie                          | Niveau | Eindstand | Coppa Italia | Opmerking                                                   |
| ------- | ----------------------------------- | ------ | --------- | ------------ | ----------------------------------------------------------- |
| 2000/01 | Serie B                             | II     | 17        | 4e groep 8   |                                                             |
| 2001/02 | Serie C1 Girone A                   | III    | 4         | 2e groep 1   |                                                             |
| 2002/03 | Serie C1 Girone A                   | III    | 1         | 4e groep 3   |                                                             |
| 2003/04 | Serie B                             | II     | 15        | 3e groep 3   |                                                             |
| 2004/05 | Serie B                             | II     | 5         | 3e groep 3   | halve finale promotieserie                                  |
| 2005/06 | Serie A                             | I      | 19        | 1e ronde     |                                                             |
| 2006/07 | Serie B                             | II     | 13        | 1e ronde     |                                                             |
| 2007/08 | Serie B                             | II     | 18        | 2e ronde     |                                                             |
| 2008/09 | Serie B                             | II     | 22        | 2e ronde     |                                                             |
| 2009/10 | Eccellenza Veneto Girone B          | VI     | 7         | --           |                                                             |
| 2010/11 | Serie D Girone C                    | V      | 1         | --           |                                                             |
| 2011/12 | Lega Pro Seconda Divisione Girone A | IV     | 1         | --           | wijziging naam in FC Treviso                                |
| 2012/13 | Lega Pro Prima Divisione Girone A   | III    | 17        | 1e ronde     | geen proflicentie meer. Doorstart onder de naam ACD Treviso |
| 2013/14 | Promozione Veneto Girone B          | VII    | 3         | --           | winnaar interregionale promotieserie                        |
| 2014/15 | Eccellenza Veneto Girone B          | V      | 8         | --           |                                                             |
| 2015/16 | Eccellenza Veneto Girone B          | V      | 2         | --           | finale promotieserie                                        |
| 2016/17 | Eccellenza Veneto Girone B          | V      | 15        | --           |                                                             |
| 2017/18 | Promozione Veneto Girone D          | VI     | 3         | --           |                                                             |
| 2018/19 | Eccellenza Veneto Girone B          | V      | 17        | --           | Gaan verder onder de naam Treviso Academy SSD               |
| 2019/20 | Promozione Veneto Girone D          | VI     |           | --           |                                                             |

## Bekende (oud-)spelers
- Walter Baseggio
- Luigi Beghetto
- Emilio Brevedan
- Matteo Centurioni
- Gianni De Biasi
- Andrej Komac
- Andrea Poli
- Andrea Russotto
- Luca Toni
- Marco Borriello
- Samir Handanovič
- Christian Maggio
- Andrea Dossena
- Gianmarco Zigoni
- Manuel Pasqual
- Jean-François Gillet
- Tommaso Rocchi
- Samuele Longo
- Leonardo Bonucci
- Massimo Gobbi
- Marco Ballotta
- Gianni De Biasi
- Federico Marchetti
- Robert Acquafresca
- Dino Fava
- Jehad Muntasser
- Daniel Maa Boumsong
- Gianni Bismark Guigou
- Blazej Vascak
- William Viali
- Adrian Suarez Carlos Valdez
- Marcello Cottafava

## Bekende trainers
- Nereo Rocco